# Kultura Polada
Kultura Polada – kultura archeologiczna wczesnej epoki brązu. Znana przede wszystkim z górskich sanktuariów, w których odkryto liczne petroglify.

## Geneza
Kultura Polada wykształciła się na bazie występującej w północnej Italii formy kultury pucharów dzwonowatych, przy pewnych widocznych elementach starszej kultury Remedello. Duże znaczenie w formowaniu się omawianej grupy miały także wpływy grup kulturowych, bazujących na wcześniejszej kulturze Vučedol-Zók, widoczne najbardziej w prowincji Wenecja. Podczas rozwoju tej jednostki kulturowej występowały ponadto wpływy kultury straubińskiej, które da się zauważyć zwłaszcza w zachodniej Lombardii.

## Chronologia i obszar występowania
Okres rozwoju kultury Polada wypada na okres brązu A według podziału chronologicznego dokonanego przez Paula Reineckego. Istniała więc w latach około 2200-1700 p.n.e. Swoim zasięgiem obejmowała północną część Włoch, zwłaszcza Nizinę Padańską, sięgając do Piemontu. Jej wpływy poprzez Ligurię docierały na teren południowej Francji.

## Gospodarka
Ludność kultury Polada zajmowała się rolnictwem oraz hodowlą. Ze stanowisk znamy ziarna niektórych zbóż, dzięki czemu wiemy, co uprawiano: pszenicę, proso i len. Hodowano natomiast owce, świnie i wyjątkowo konia.

## Osadnictwo i budownictwo
Typową formą osadniczą dla kultury Polada są osady otwarte i osady palafitowe w rejonach północnych, zakładane na przybrzeżnych wodach jezior (na przykład nad brzegiem jeziora Garda i jeziora Ledro) i na mokradłach. Z osad palafitowych znane są znaleziska przedmiotów drewnianych i tkanin. Z przedpola alpejskiego znamy także osiedla wyżynne.

## Obrządek pogrzebowy
W kulturze Polada występował szkieletowy obrządek pogrzebowy. Zmarłych chowano niekiedy pod kurhanami. Zdarzają się także pochówki jaskiniowe oraz pochówki w obrębie osiedli. Pod wpływem zachodnioeuropejskiej kultury megalitycznej wznoszono nad grobami, zwłaszcza na terenie Ligurii, kamienne menhiry o cechach antropomorficznych, zdobione rytami.

## Inwentarz
W inwentarzu ceramicznym daje się zauważyć wpływy grupy lubliańskiej kultury Vučedol-Zók. Typowe formy naczyń to baniasty garnek uchaty, amfora, półkuliste misy czy czerpaki, naczynia dwustożkowe. Charakterystyczne są ucha z guzami na wierzchołku. Powierzchnia naczyń jest czerniona. W ornamentyce występują motywy geometryczne wykonane za pomocą nakłuć, listewki i rycie oraz inkrustacja dekoracji naczyń. Z innych wytworów glinianych często odnajdywane są płytki zdobione nakłuciami.
Inwentarz brązowy kultury Polada świadczy o dużym wpływie kultur środkowoeuropejskich, a zwłaszcza kultury straubińskiej, na obszar północnych Włoch. Spotyka się berła sztyletowe, siekierki płaskie lub z podniesionymi brzegami, trójkątne sztylety z pełną rękojeścią, haczyki na ryby i naszyjniki. Znane są z omawianej jednostki także znaleziska form odlewniczych i żużla miedzianego, co świadczy o istnieniu także lokalnej obróbki miedzi.
Wśród pozostałych surowców występują dość licznie wyroby krzemienne i kamienne, takie jak grociki strzał, wkładki do sierpów, kółka, wisiorki, drapacze, siekierki gładzone. Wśród przedmiotów kościanych występują szydła, groty oszczepów, młotki i kopaczki. Znane są także przedmioty drewniane, pochodzące z osad palafitowych. Należą do nich łuki, radła rylcowe, koła, oprawy narzędzi i naczynia drewniane.

## Sanktuaria
Ewenementem na skale europejską w omawianym środowisku, są sanktuaria górskie z rytami naskalnymi. Znane są one z miejscowości Monte Bégo koło Ventimiglia i wąwozu Val Camonica w dolinie Oglio. Ich geneza sięga eneolitu, ale największy rozwój przypada na epokę brązu, o czym świadczą przedstawienia broni zawarte w petroglifach. Sanktuarium z Valcemonica funkcjonowało aż do przełomu er. Znamy z niego 20 tysięcy rytów, natomiast z Monte Bégo 36 tysięcy. Wśród przedstawień dominują wyobrażenia zwierząt łownych i hodowlanych, przedmiotów czy zjawisk. Zdarzają się petroglify z wątkiem narracyjnym, przedstawiające sceny walki, procesje, zaprzęgi z wozami, z radłem, jeźdźców, ceremonie pogrzebowe. Nie brak jest również przedstawień symbolicznych, kształtów geometrycznych czy symboli solarnych.

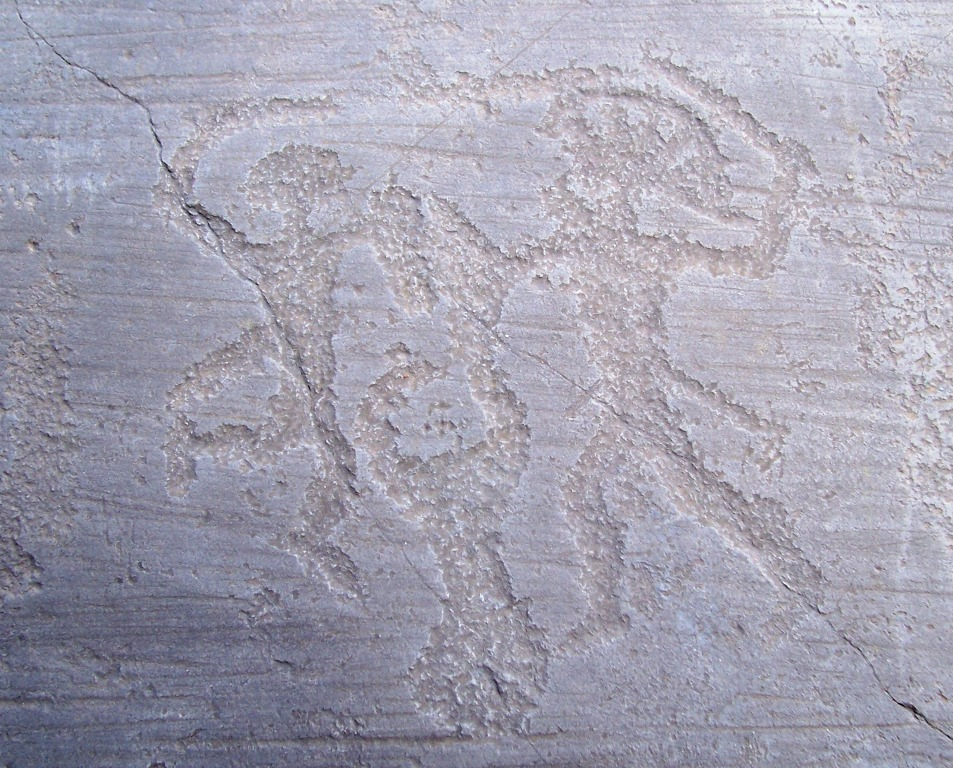
Dwóch walczących wojowników
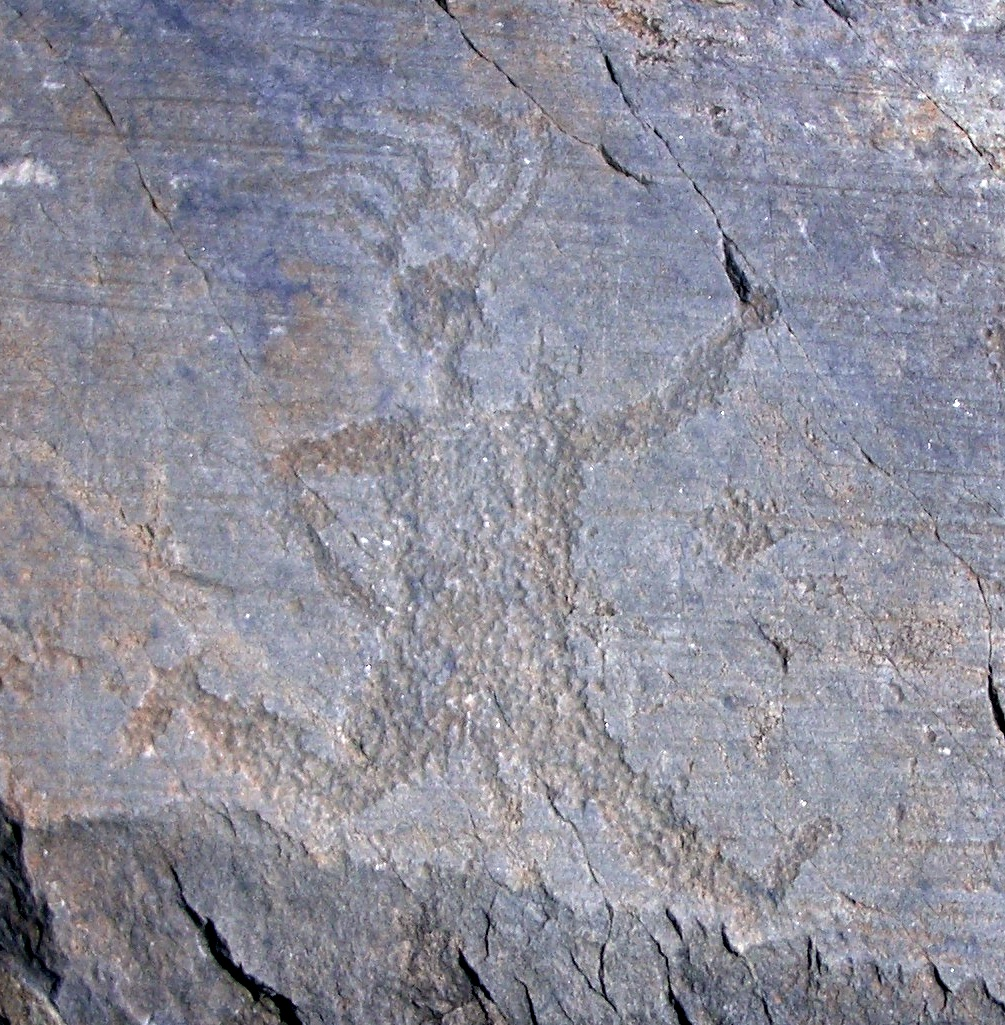
Biegnąca postać
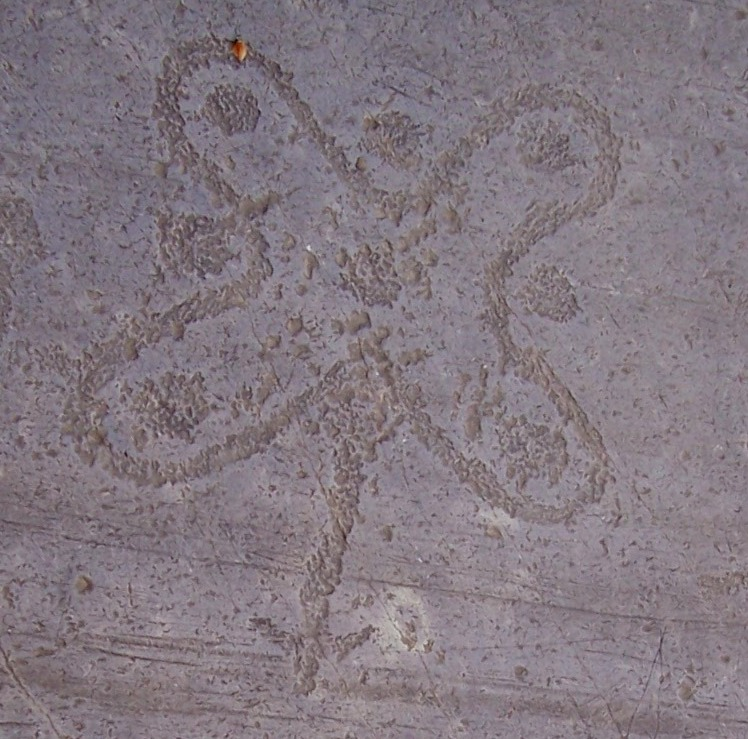
Symbol geometryczny
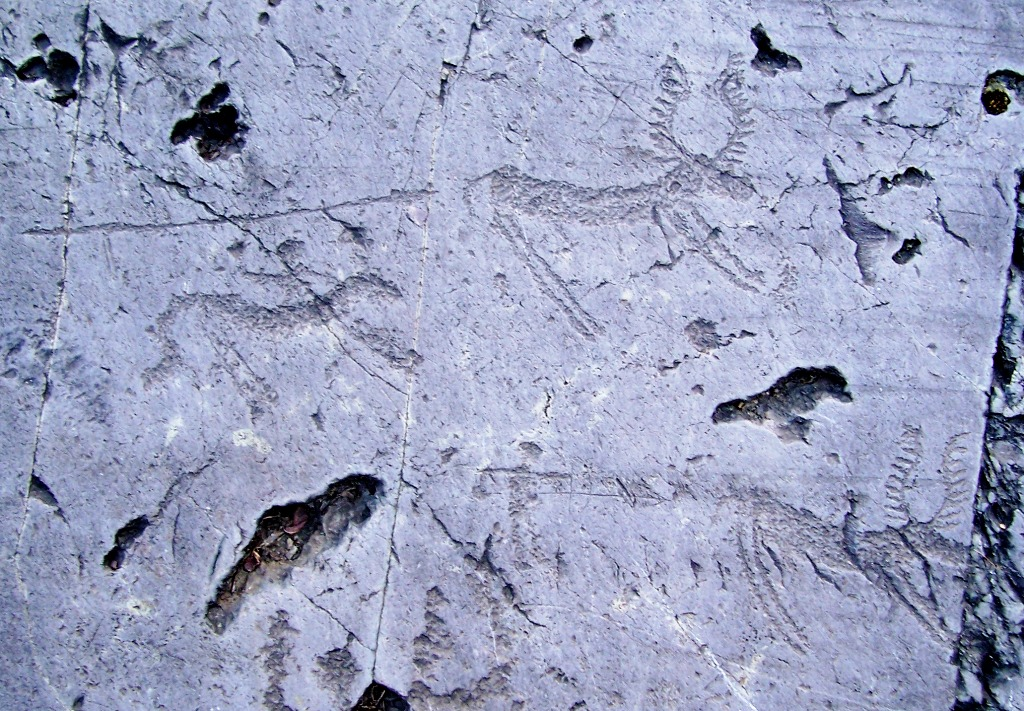
Dzika zwierzyna
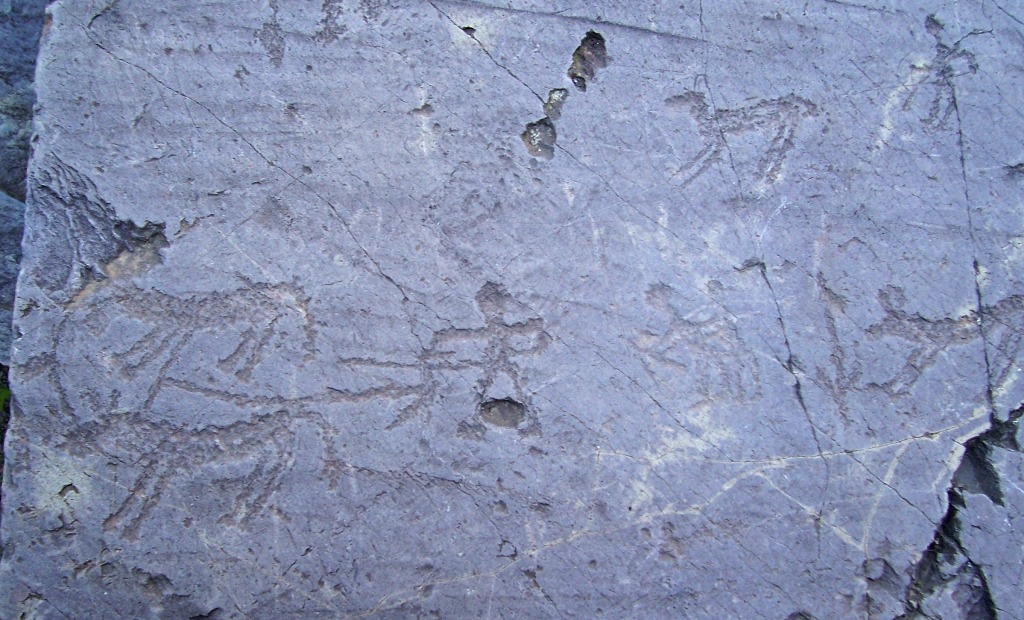
Scena z polowania
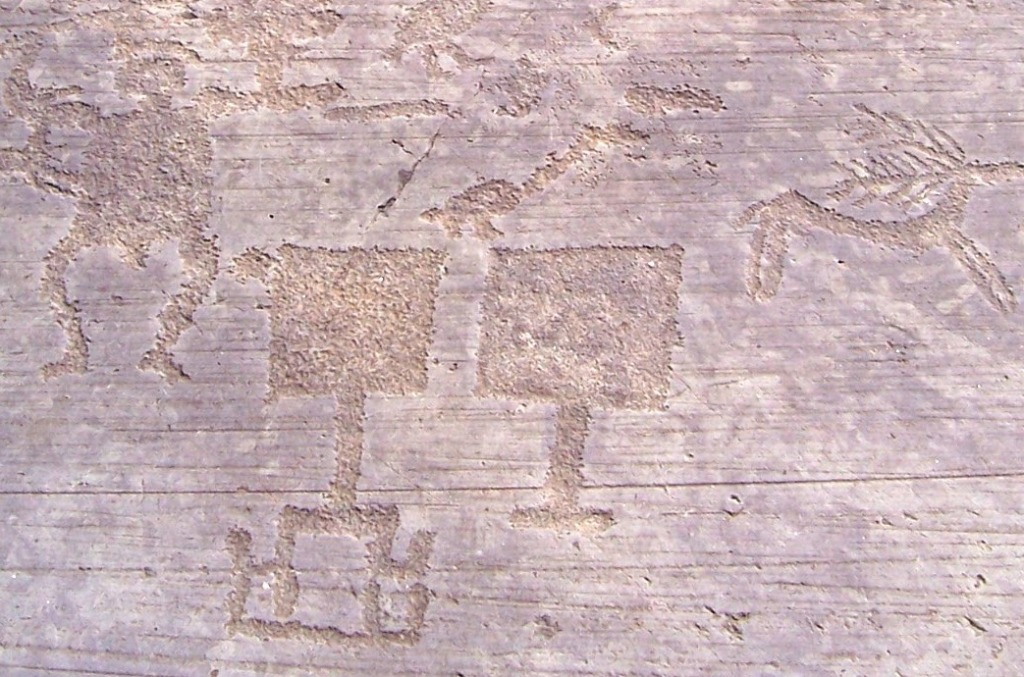
Łucznik
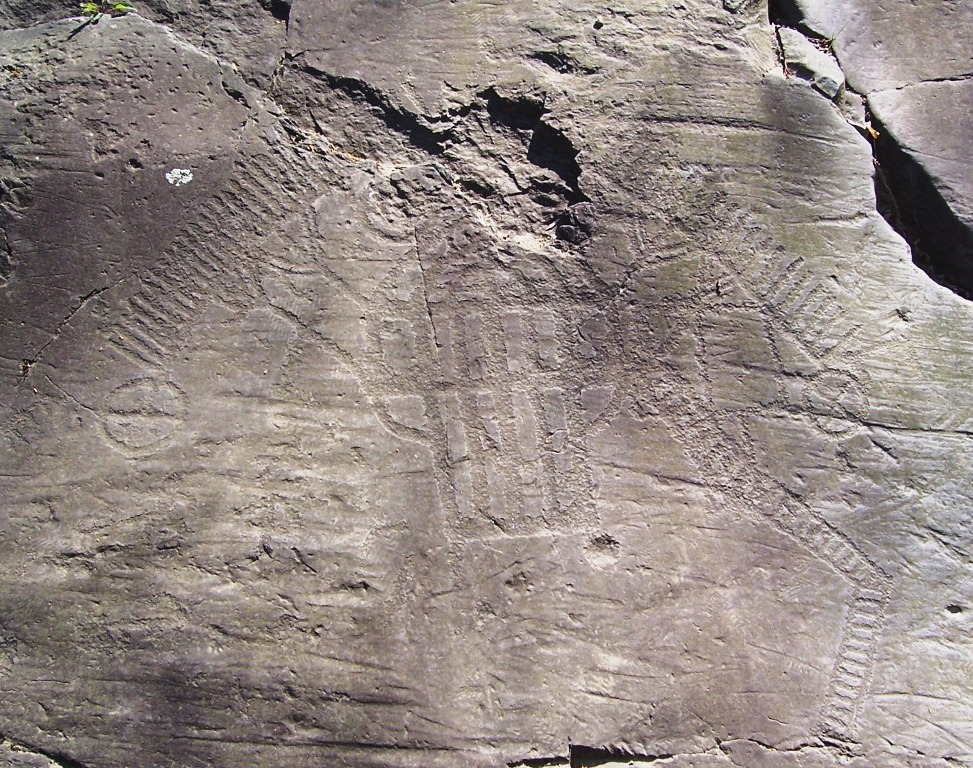
Symbolicznie przedstawiona postać
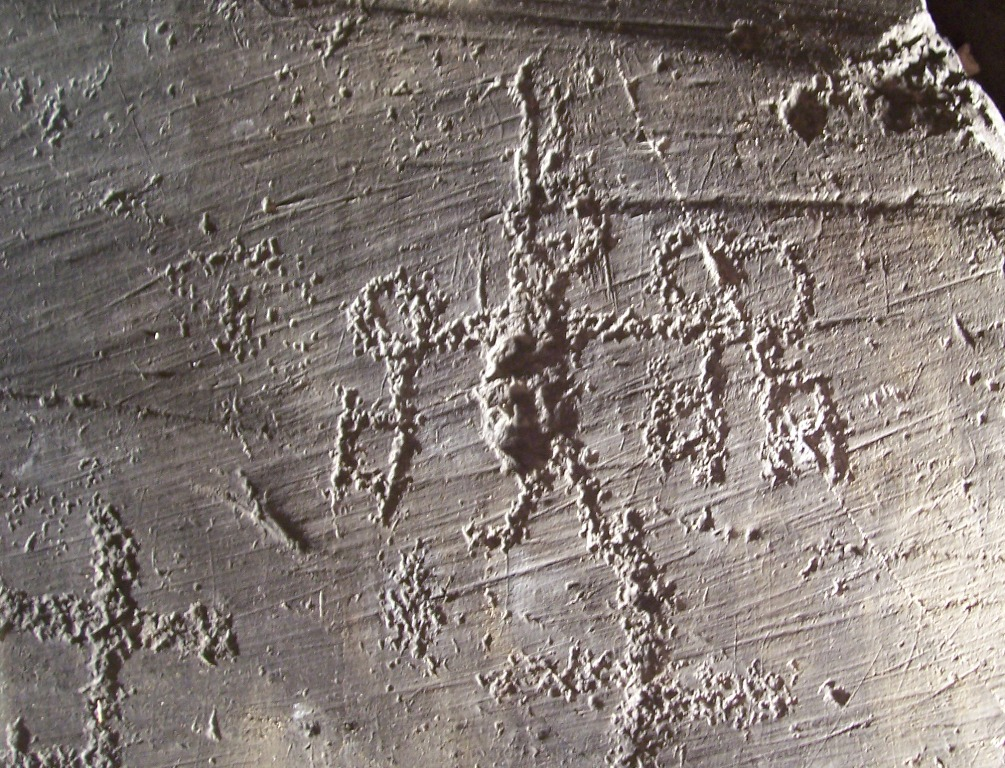
Postać ludzka

## Zanik
Kultura Polada zniknęła na schyłku okresu brązu A2, przekształcając się w nową jednostkę taksonomiczną, nazywaną przez badaczy kulturą terramare.